# Sadeltvål
Sadeltvål och sadelsåpa är rengöringsmedel avsett för sadlar och andra läderföremål som ingår i hästens utrustning. De är överfettade och rengöringen torkar därför inte ut lädret. Sadeltvål förekommer vanligen i fast form, medan sadelsåpa är flytande.